# Временно правителство
Временно правителство, наричано също извънредно правителство, преходно правителство или временно ръководство, е правителство, сформирано за управление на период на преход, често след разпад на държавата. Временните правителства обикновено се назначават и често възникват по време или след граждански или чуждестранни войни, или по време на трудни времена като по време на инвазия, икономическа криза или широко разпространено проникване на саботьори и контрареволюционери, като например по време на Френската революция.
Временните правителства поддържат властта, докато ново правителство бъде назначено чрез редовен политически процес, който обикновено е избори. Те могат да участват в определянето на правната структура на последващи режими, насоки, свързани с правата на човека и политическите свободи, структурата на икономиката, държавните институции. Временните правителства се различават от служебните правителства, които отговарят за управлението в рамките на установена парламентарна система и служат след вот на недоверие или след разпадането на управляващата коалиция.
Създаването на временни правителства често е свързано с прилагането на преходното правосъдие.
Първите временни правителства са създадени, за да подготвят връщането на кралското управление. Нередовно свиканите събрания по време на Английската революция, като Конфедеративна Ирландия (1641–1649), са описани като „временни“. Континенталният конгрес, събрание на делегати от 13 британски колонии на източния бряг на Северна Америка, става временно правителство на Съединените щати през 1776 г., по време на Войната за независимост на САЩ. Правителството отменя временния си статут през 1781 г., след ратификацията на Устава на Конфедерацията и продължава да съществува като Конгрес на Конфедерацията, докато не е изместено от Конгреса на Съединените щати през 1789 г.
Практиката да се използва „временно правителство“ като част от официално име може да бъде проследена до правителството на Талейран във Франция през 1814 г. През 1843 г. американските пионери в окръг Орегон, в тихоокеанския северозападен регион на Северна Америка, създават Временното правителство на Орегон, тъй като федералното правителство на САЩ все още няма юрисдикция над региона, който съществува до март 1849 г. Многобройните временни правителства по време на революциите от 1848 г. придават на думата нейното съвременно значение: либерално правителство, създадено за подготовка за избори.